# General Electric F404
General Electric F404 – silnik dwuprzepływowy z dopalaczem wyprodukowany przez firmę General Electric, stosowany w samolotach F/A-18A/B/C/D, F-117, T-50 Golden Eagle, T-7A.

## Historia
Pierwowzorem modelu F404 i jego pochodnych był silnik General Electric YJ101 - napędzający samolot YF-17 Cobra (który rywalizował z YF-16 w programie LWF). Po wybraniu "Cobry" jako podstawowy myśliwiec US Navy - a następnie rozwinięciu jej w F/A-18, YJ101 po drobnych zmianach konstrukcyjnych jest produkowany jako F404.

## Wersje

### F404-GE-400
Model F404-GE-400 był pierwszym szeroko stosowanym silnikiem z rodziny F404. Jest używany we wszystkich samolotach F/A-18A/B oraz F/A-18C/D do numeru seryjnego 164653.

### F404-GE-402
Zmodyfikowany model F404-GE-400. Poprzez zmiany techniczne udało się w nim zwiększyć ciąg przy jednoczesnym obniżeniu poziomu spalania paliwa. Używany we wszystkich samolotach F/A-18C/D od numeru seryjnego 164654 i każdego wyprodukowanego po nim.

### RM12
Silnik RM12 jest wersją F404 dostosowaną do montażu pojedynczego silnika na samolot (zamiast tradycyjnie dwóch). Produkowany jest przez Volvo i jest przeznaczony do montażu w samolocie JAS 39A/B/C/D Gripen.

### F412
Silnik F412 był zmodyfikowaną jednostką na bazie F404, bez dopalania przeznaczoną do instalacji w anulowanym samolocie A-12 Avenger II.